# Elazar Shach
Elazar Menachem Man Shach (en hebreu: אלעזר מנחם מן שך) (nascut el 22 de gener de 1898 - mort el 2 de novembre de 2001), fou un rabí ultraortodox europeu molt destacat i reconegut rabí antisionista que es va radicar i va viure a Israel.
El rabí Sach fou el director de la Ieixivà de Ponevezh ubicada a Bené-Berac, i va fundar el partit polític Déguel HaTorah, que representava als jueus asquenazites lituans a la Knesset israeliana.
Molts jueus el consideraven com el Gadol HaDor ("líder religiós suprem de la seva generació") i feien servir el nom honorífic de Maran ("el nostre mestre") per referir-se a ell.